# Tramway d'Oust-Ilimsk
Le tramway d'Oust-Ilimsk est le réseau de tramways de la ville de Oust-Ilimsk, en Russie. Le réseau est composé de deux lignes. Il a été officiellement mis en service le 15 septembre 1988, et fut fermé le 
30 décembre 2022.